# The Voice in the Darkness
The Voice in the Darkness è un cortometraggio muto del 1916. Il nome del regista non viene riportato nei credit del film che, prodotto dalla Essanay, fu interpretato da Francis X. Bushman.

## Produzione
Il film fu prodotto dalla Essanay Film Manufacturing Company.

## Distribuzione
Distribuito dalla General Film Company, il film - un cortometraggio in due bobine - uscì nelle sale cinematografiche USA il 27 giugno 1916.